# Фантомас се развихря
„Фантомас се развихря“ (на френски: Fantômas se déchaîne) е френско-италианска криминална кинокомедия от 1965 г. на френския кинорежисьор Андре Юнебел. Сценарият е на Пиер Сувестър и Марсел Ален като пародия по едноименните им приключенски романи. Главната роля на Фантомас и журналиста Фандор се изпълнява от френския киноартист Жан Маре. В ролята на комисар Жюв е френският актьор Луи дьо Фюнес. В ролята на Елен участва френската киноактриса Милен Дьомонжо. Това е вторият филм от трилогията за Фантомас.

## Сюжет
Внимание:  Текстът по-долу разкрива сюжета на произведението (или части от него)!
Още не успял да се порадва на успехите си срещу престъпността, комисар Жюв получава послание от Фантомас. Злодеят Фантомас е замислил да започне разработка на телепатично оръжие, което ще му даде възможност да управлява волята и разума на човечеството. За научните разработки в своята секретна лаборатория Фантомас похищава професор Маршан, който е учен от световно ниво. След време след като и професор Льофевър изнася научен доклад Фандор и Елен се усъмняват, че той ще бъде следващия похитен от Фантомас...

## В ролите
| Изпълнител       | Роля                                                            |
| ---------------- | --------------------------------------------------------------- |
| Жан Маре         | Фантомас, журналиста Фандор, професор Лефевр, маркиз де Растели |
| Луи дьо Фюнес    | комисар Жюв                                                     |
| Милен Дьомонжо   | Елен                                                            |
| Жак Динам        | инспектор Мишел Бертран                                         |
| Оливие дьо Фюнес | Мишу, малкия брат на Елен                                       |
| Албер Данян      | професор Маршан                                                 |
| Робер Далбан     | редактор на вестник „Расвет“                                    |
| Кристиан Тома    | инспектор с мустаци                                             |
| Мишел Дюплекс    | инспектор Леон                                                  |
| Доминик Зарди    | телохранител на Фантомас                                        |
| Раймон Пелегрен  | гласът на Фантомас                                              |